# Сферокобальтит
Сферокобальтит (кобальтокальцит) (англ. Spherocobaltite) — минерал, карбонат кобальта. Обнаружен в Рудных горах (Саксония, Германия), впервые описан в 1877 году. Минерал назван по своему химическому составу, а также благодаря способности образовывать агрегаты сферической формы — шарики с концентрическим и радиальнолучистым строением , может образовывать также сплошные, зернистые агрегаты, корки.
Как правило, сферокобальтит имеет розово-красный или насыщенный красный цвет, но у нечистых образцов могут быть оттенки от розового до бледно-коричневого цвета. Кристаллизуется в тригональной сингонии. Кристаллы имеют ступенчатый рельеф. Минерал образуется в гидротермальных месторождениях кобальта, часто встречается вместе с другими минералами: аннабергитом, розелитом, эритрином, кобальтовым кальцитом, кобальтовым доломитом.
Сферокобальтит относится к малораспространённым минералам, в значительном количестве он обнаружен лишь в верхних горизонтах кобальтовых месторождений в Демократической республике Конго. Появления сферокобальтита известны в Австралии, Грузии, Италии, Марокко, Мексике, в штате Аризона в США.
Сферокобальтит популярен среди коллекционеров, крупные кристаллы иногда используются для огранки.